# Macchia Valfortore
Macchia Valfortore község (comune) Olaszország Molise régiójában, Campobasso megyében.

## Fekvése
A megye nyugati részén fekszik. Határai: Carlantino, Celenza Valfortore, Gambatesa, Monacilioni, Pietracatella,  és Sant’Elia a Pianisi.

## Története
A 12. században alapították. A következő századokban nemesi birtok volt. A 19. században nyerte el önállóságát, amikor a Nápolyi Királyságban felszámolták a feudalizmust. 1928 és 1946 között Sant’Elia a Pianisi része volt.

## Népessége
A népesség számának alakulása:

## Főbb látnivalói
- Palazzo Gambacorta
- San Nicola di Mira-templom
- San Michele-kápolna
- Madonna dell’Incoronata-kápolna
- Madonna degli Angeli-kápolna
- Madonna Assunta-kápolna